# Belenois hedyle
Belenois hedyle är en fjärilsart som först beskrevs av Pieter Cramer 1777.  Belenois hedyle ingår i släktet Belenois och familjen vitfjärilar. Inga underarter finns listade i Catalogue of Life.

## Bildgalleri

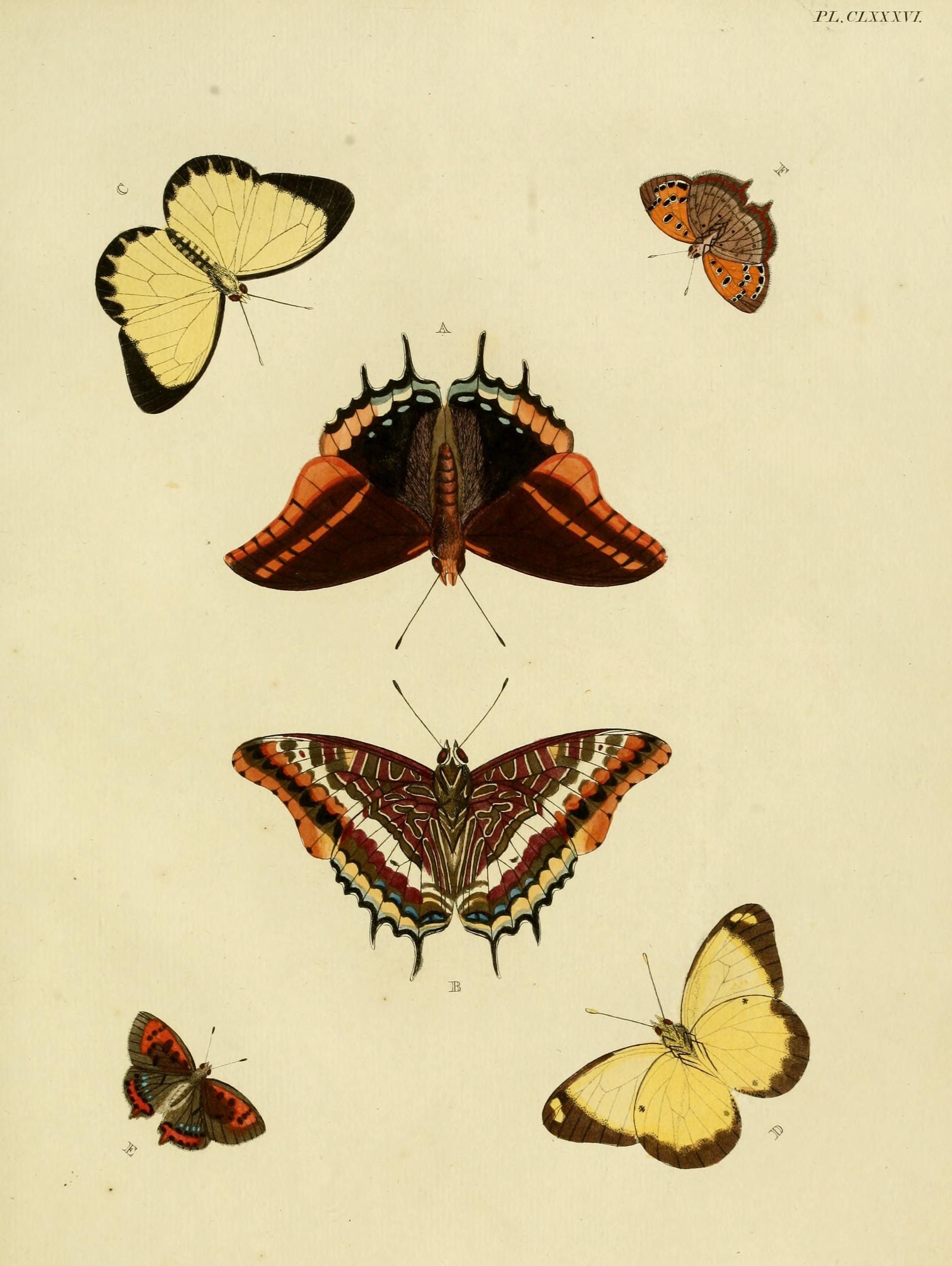
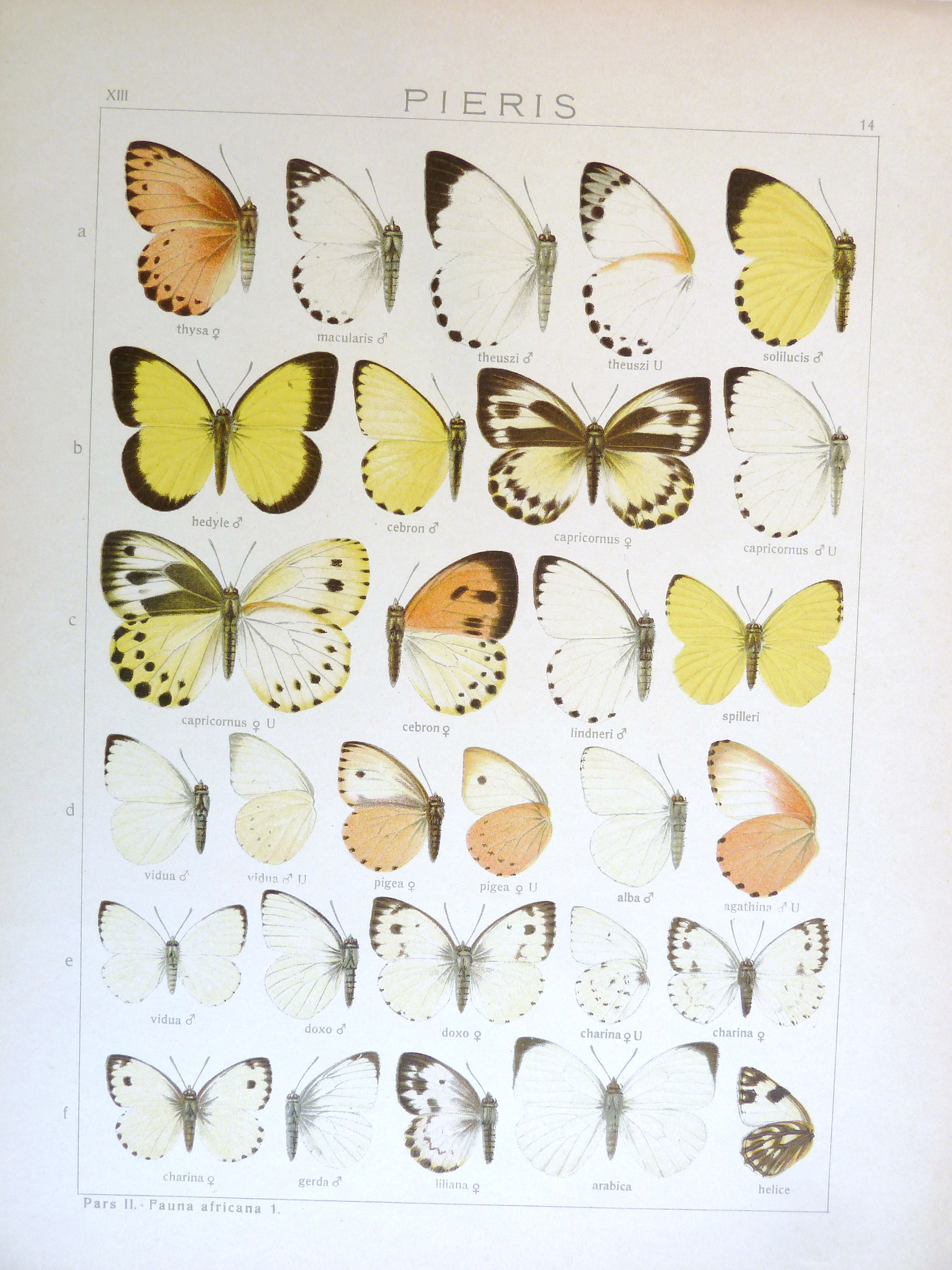